# Grossherzog Leopold von Baden
Die Grossherzog Leopold von Baden war das erste Schiff der „Preußisch-Rheinische Dampfschiffahrtsgesellschaft“ (PRDG) mit eisernen Spanten und wurde am 10. August 1837 in Dienst gestellt.

## Konstruktion
Der Schiffsrumpf aus Holz war mit eisernen Spanten gebaut und als Glattdecker für den Transport von Personen und Gütern konstruiert. Unter Deck befanden sich vorne die Matrosenwohnung und die vordere Kajüte mit Treppenaufgang zum Deck. Dahinter lag der vordere Güterraum, daran anschließend der Kessel- und Maschinenraum. Im Achterschiff waren der hintere Güterraum, eine große Kajüte und Toiletten sowie ein Aufgang zum Hauptdeck. Das Heck war als Pavillon ausgebaut.
Auf dem Vor- und Achterdeck befanden sich zwei Masten mit Ladebaum. In den Überbauten der Radkästen waren die Küche, Mannschaftsunterkünfte, Toiletten und Vorratsräume untergebracht. Das Achterdeck war mit einem Sonnensegel versehen und am Heck befand sich der erhöhte Ruderstuhl.

## Geschichte
Am 10. August 1837 wurde die Grossherzog Leopold von Baden von der Werft nach Köln überführt. Die Indienststellung erfolgte am  21. August mit einer Fahrt von Köln nach Mainz. Diese Strecke wurde erstmals in nur 17,5 Stunden zurückgelegt. 
Am 14. Oktober 1837 fand die festliche Schiffstaufe in Leopoldshafen statt. Taufpatin war die Großherzogin Sophie von Baden. Die anschließende Festfahrt mit rund 150 Personen führte in Begleitung der Schiffe Kronprinz von Preussen und Stadt Frankfurt nach Daxlanden und zurück nach Leopoldshafen.

## Zwischenfälle
Am 3. Oktober 1838 fuhr das Schiff nach einem Fahrfehler etwa einen Kilometer unterhalb von Trechtingshausen in der Bergfahrt auf einen Felsen und schlug leck, worauf das Vorschiff überflutet wurde. Der dahinter fahrende Dampfer Herzog von Nassau übernahm die Ladung und die Passagiere. Am 8. Oktober wurde der Dampfer gehoben, zwei am Bug vertäute Brückenschiffe hielten das Schiff schwimmfähig. Der Dampfer Concordia schleppte die Leopold zur Reparatur in die Werft nach Ruhrort. Ab dem 16. September war das Schiff wieder im Einsatz.
Am 23. Oktober 1839 kam es oberhalb von Neuwied in der Talfahrt zu einer Kollision mit dem ebenfalls zu Tal fahrenden Dampfer Comet, wobei beide Schiffe beschädigt wurden.
Während der Bürgerrevolution war die Leopold von März 1848 bis Ende 1849 zeitweise von der preußischen Regierung beschlagnahmt und für Militärtransporte zwischen Köln und dem Oberrhein im Einsatz. 
Am 20. Oktober 1843 Zusammenstoß mit dem Dampfer Königin zwischen Gernsheim und Rheindürkheim in dichtem Nebel. Dabei drohte die Leopold wegen eines großen Lochs am Bug zu sinken und wurde am Ufer auf Grund gesetzt. Die Königin übernahm die Ladung und die Passagiere, Am 2. November konnte die Leopold nach Abdichtung des Lecks aus eigener Kraft wieder weiterfahren. Bei einem Halt in Koblenz am 6. November konnten Pressevertreter die Schäden im Unterdeck besichtigen. Anschließend erfolgte die Fahrt zur Werft in Ruhrort. Dort wurde das Schiff repariert und gleichzeitig um 6,10 m verlängert. Am 20. Februar 1844 nahm der Dampfer wieder den Linienverkehr auf.
Am 13. August 1848 fuhr die Leopold bei dichtem Nebel in der Höhe von Assmannshausen auf einen Felsen, schlug leck und sank. Das Schiff wurde gehoben, aber nicht mehr aufgebaut. Nach Ausbau der Kessel- und Maschinenanlage diente es als Werkstattschiff in Köln.